# Долини Бутану

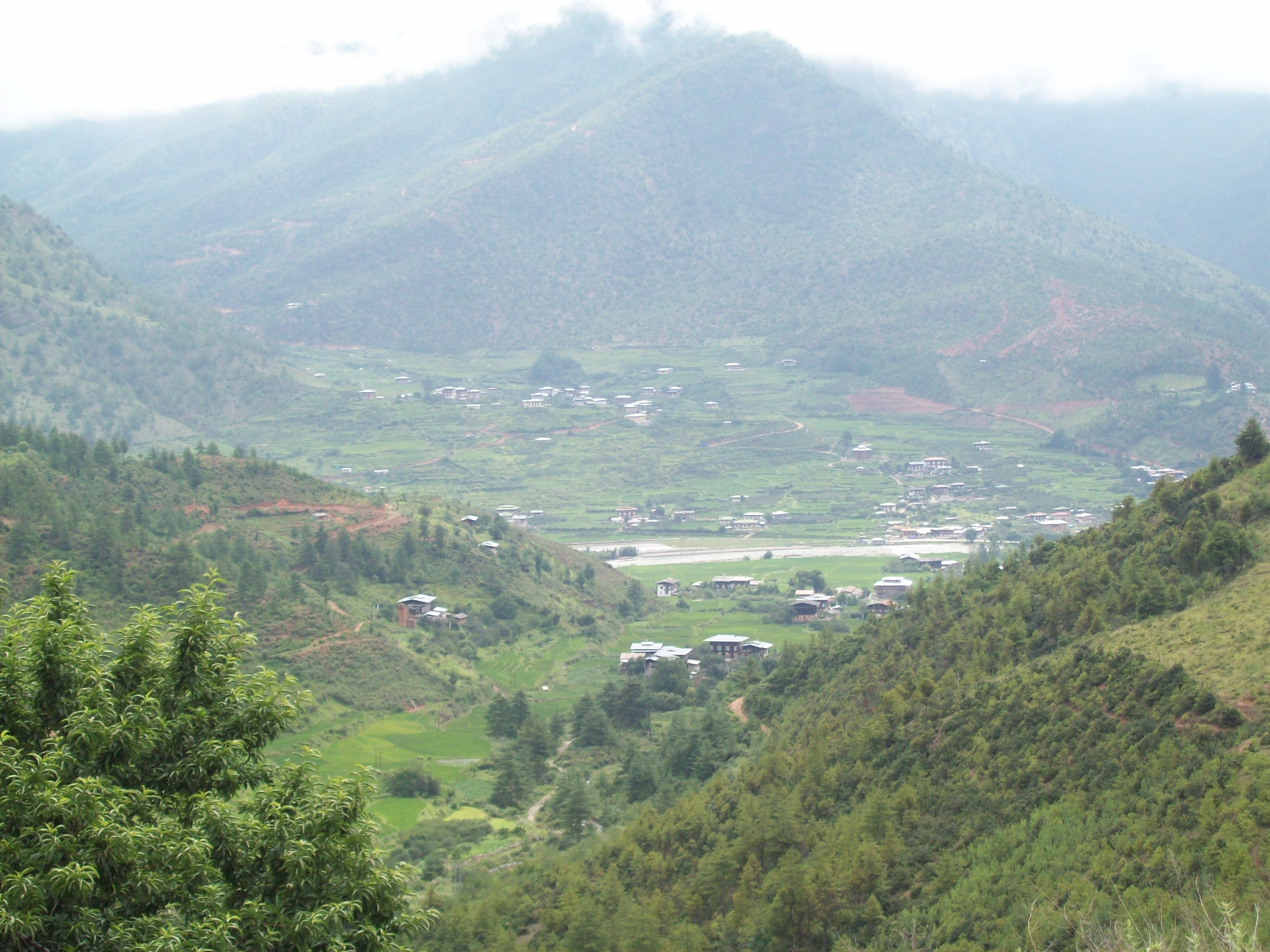
Долина на шляху між Чалела і Тхімпху

Долини Бутану — долини і низини, утворенні в Гималаях річками Мо і Манас. Є основних місцем проживання місцевого населення королівства Бутан.

## Характеристика
Існують долини західного, східного та центрального Бутану. Сухі рівнинні долини західного та центрального Бутану, як правило, відносно густо заселені та інтенсивно культивуються. Вони відокремлені південними відрогами Внутрішніх Гімалаїв. Західні долини пов'язані на сході Чорними горами з центральним Бутаном, які утворюють водорозділ між двома великими річковими системами Мо і Манас. Центральні долини зі сходу обмежені хребтом Донга. Саме західні та центральні долини є основою сільського господарства країни. В західних виробляється молочна продукція, вирощуються ячмінь та картопля, в південних — рис, фрукти, банани, цитрусові. Східні долини більш вологі, більш круті, з вузькими ярами, з ізольованими населеними пунктами, високо та глибоко у горах.
Протягом усієї історії Бутану його долини і низини були об'єктом політичного контролю. Під час виникнення Бутану як незалежної держави в XVI столітті Шабдрунг Нгванг Намґ'ял спочатку затвердився в західних долинах, де почав будувати фортеці-дзонги. З часом було захоплено центральні та західні долини. В кожній великій долині було збудовано дзонг.

## Перелік

### Західні
- Чунгду
- Чумбі
- Сангтей
- Хаа
- Паро
- Пробджікха
- Пунакха
- Тхімпху

### Центральні
- Бумтанг
- Чхокхор
- Гайлтца
- Джакар
- Шінгкхар
- Танг
- Тронгса
- Ура
- Жемганг

### Східні
- Бумделінг
- Лхунце
- Монгар